# Hurwitz-matrix
In de wiskunde wordt een vierkante matrix {\displaystyle A} een zogenaamde Hurwitz-matrix genoemd, naar Adolf Hurwitz, of stabiliteitsmatrix als iedere eigenwaarde van {\displaystyle A} een strikt negatief reëel deel heeft, dat wil zeggen dat
{\displaystyle \mathop {\mathrm {Re} } [\lambda _{i}]<0\,}
voor iedere eigenwaarde {\displaystyle \lambda _{i}}. 
{\displaystyle A} wordt ook wel stabiliteitsmatrix genoemd, omdat de differentiaalvergelijking
{\displaystyle {\dot {x}}=Ax}
asymptotisch stabiel is, dat wil zeggen 
{\displaystyle x(t)\to 0} als {\displaystyle t\to \infty }.

## Websites
- ScienceDirect van Elsevier. Hurwitz Matrix, 2019.